# Karl Pettersson (politiker)
Karl Pettersson, född 12 april 1908 i Hallsberg, död 2 augusti 1980 i Hallsberg, var en svensk kommunalpolitiker och riksdagsledamot (socialdemokrat).
Pettersson var ledamot av riksdagens första kammare från 1965, invald i Örebro läns valkrets.